# Novo Delcevo
Novo Delcevo (în bulgară Ново Делчево) este un sat în Obștina Sandanski, Regiunea Blagoevgrad, Bulgaria.

## Demografie
Componența etnică a satului Novo Delcevo
     Bulgari (98,54%)
     Nicio identificare (0,93%)
     Altele (0,51%)
La recensământul din 2011, populația satului Novo Delcevo era de 1.171 locuitori. Din punct de vedere etnic, majoritatea locuitorilor (98,54%) erau bulgari. Pentru 0,93% din locuitori nu este cunoscută apartenența etnică.